# Nationalversammlung (Senegal)
Die Nationalversammlung (französisch Assemblée nationale du Sénégal) ist das Parlament im Einkammersystem von Senegal, das für jeweils fünf Jahre gewählt wird. Es besteht nach der Verfassung Senegals seit 2017 aus 165 Abgeordneten.

## Geschichte
Nach Erlangung der Unabhängigkeit und dem Zerbrechen der Mali-Föderation wurde mit Gesetz n° 60-44 vom 20. August 1960 aus der am 22. März 1959 gewählten Gesetzgebenden Versammlung die erste Assemblée nationale du Sénégal (Nationalversammlung) des Senegal. Diesem Parlament gehörten 80 Abgeordnete an. Die 2. Nationalversammlung wurde am 1. Dezember 1963 gewählt. Die folgenden Wahlen fanden bis zur Wahl der 8. Nationalversammlung 1993 im Fünfjahresrhythmus statt und zwar zeitgleich mit der Wahl des Staatspräsidenten. Langjähriger Präsident der Nationalversammlung war von 1968 bis 1983 Amadou Cissé Dia. Seit 1998 fallen Parlaments- und Präsidentenwahl zeitlich auseinander, da die Amtszeit des Präsidenten verlängert worden war. Die 9. Nationalversammlung dauerte nur drei Jahre. Am 29. April 2001 wurde die 10. Nationalversammlung gewählt, die ihrerseits erst sechs Jahre später nach der Wahl vom 3. Juni 2007 durch die 11. Nationalversammlung abgelöst wurde. Nun fanden die Parlamentswahlen wieder im selben Jahr wie die Präsidentenwahlen statt, nur einige Monate später. Die 12. Nationalversammlung ging aus den Wahlen am 1. Juli 2012 hervor, und die 13. Nationalversammlung wurde am 31. Juli 2017 gewählt.
Nach und nach wurde die Nationalversammlung vergrößert. Ab 1978 gehörten ihr 100 Abgeordnete an, ab 1983 waren es 120, ab 1998 140 und ab 2001 wurde die Nationalversammlung wieder auf 120 Mitglieder verkleinert. Bei den Wahlen von 2007 ging es um 150 Mandate und schließlich 2017 stieg deren Zahl auf 165.

## Wahlsystem
Das Parlament wird direkt vom Volk gewählt. Die 45 Départements des Senegal bilden jeweils einen Wahlkreis, aus dem je nach Einwohnerzahl ein bis sieben Abgeordnete mit einfacher Mehrheit zu wählen sind. Auf diese Weise werden 90 Mandate vergeben. Für Wahlberechtigte im Ausland wurden im Jahr 2017 acht Wahlkreise geschaffen, aus denen 15 Mandate mit Mehrheitswahl zu besetzen sind. Die restlichen 60 Mandate werden aus den landesweiten Kandidatenlisten nach den Grundsätzen der Verhältniswahl vergeben.
Das aktive Wahlrecht ist an das Erreichen des 18. Lebensjahres und die Staatsbürgerschaft gebunden. Die Wählbarkeit ist ab dem 25. Lebensjahr gegeben. Es besteht keine Wahlpflicht.

## Parlamentssitz
Die Nationalversammlung hat ihren Sitz in der Hauptstadt Dakar. Das Parlamentsgebäude liegt an der Place Soweto im Stadtbezirk Dakar Plateau, der das historische Stadtzentrum umfasst. Der Bau wurde 1956 fertiggestellt und diente ursprünglich als Tagungsort des Grand Conseil de l'Afrique Occidentale Française im damaligen Französisch-Westafrika.